# TVR 420SEAC
Der TVR 420SEAC war ein Sportwagen, den TVR in Blackpool (England) von 1986 bis 1988 herstellte. Er wird als der ultimative Keilform-TVR angesehen und war auch der letzte der Keilformfamilie. Der 420SEAC unterschied sich von seinen Brüdern. Das Akronym SEAC steht für „Special Edition Aramid Composite“ (dt.: Sonderserie aus Aramid-Verbundwerkstoff), was bedeutete, dass mehr als 20 % des Karosserie aus Aramidfasern bestand, während die Karosserien der anderen Keilformmodelle aus nur mit Glasfasern verstärktem Kunststoff hergestellt wurden. Der Einsatz von Aramid machte den Wagen über 100 kg leichter, ohne Einfluss auf dessen Verwindungssteifigkeit zu haben. Dies und der hochgezüchtete Rover-V8-Motor machten den Wagen extrem schnell, hatten aber ihre Auswirkungen auf den Preis, der beim Doppelten des Preises für einen 350i lag. Außerdem kann man die SEAC-Modelle an ihrem großen Heckspoiler und der runderen Nase erkennen. Bis 1988, als der 420SEAC durch den noch stärkeren 450SEAC ersetzt wurde, waren 40 Exemplare entstanden.

## Daten
Motor
Motor: von TVR getunter Rover V8

Hubraum: 4228 cm³

Leistung: 300 bhp (223 kW)

Drehmoment: 393 Nm
Getriebe
Getriebe: Fünfganggetriebe (Borg-Warner T5)
Fahrwerk / Karosserie
Chassis: Zentralrohrrahmen

Karosserie: mit Glas- und Aramidfasern verstärkter Kunststoff
Fahrleistungen
Beschleunigung, 0–100 km/h: 4,7 s

Höchstgeschwindigkeit: 264 km/h
Maße und Gewichte
Länge: 3860 mm

Breite: 1480 mm

Höhe: 1205 mm

Radstand: 2387 mm

Leergewicht: 1130 kg